# Habenaria kolweziensis
Habenaria kolweziensis là một loài thực vật có hoa trong họ Lan. Loài này được Geerinck & Schaijes mô tả khoa học đầu tiên năm 1990.